# Stavropolis (planetka)
(1147) Stavropolis je asteroid hlavního pásu planetek obíhající Slunce mezi drahami Marsu a Jupiteru. Byl objeven astronomem Grigorijem N. Neujminem 11. června 1929 na  observatoři Simeis na jihu Krymského poloostrova a předběžně označen jako 1929 LF. Planetka nesla i označení 1946 KA, než byla vlastním objevitelem pojmenovaná po severokavkazském městě Stavropol. Od svého objevení byla planetka průkazně pozorovaná více než 7,5 tisíc krát na 42 místech.

## Oběžná dráhy a fyzické vlastnosti
Stavropolis je kamenný asteroid třídy S, který oběhne Slunce jednou za 1 249,8 dní (3,422 roky) ve vzdálenosti od 1,74 do 2,79 au. Jeho oběžná dráha má excentricitu přibližně 0,232 a inklinaci 3,88° vůči ekliptice a za den se na ní průměrně posune o 0,288°. Průzkumy provedené v letech 2011 až 2019 různými metodami došly k závěrům, že planetka má průměr mezi 10,94 až 13,92 km. Rotační perioda planetky, při níž se otočí okolo vlastní osy, je 5,66070 hodin.